# 池脇澪
池脇 澪（いけわき みお、1996年2月10日 - ）は、日本のタレント。元女性アイドル。東京都足立区出身。SOD HANAYA所属。元お笑い芸人でアイドル活動時やインフルエンサーとしては本名に由来する「おつる」として主に活動。

## 略歴
農業高校卒業後、2014年にNSC東京校20期として入学。漫才師を目指すが挫折。以後、ピン芸人、タレントとして活動する。
2019年9月より「池脇 澪」の芸名でSOD女子社員としての活動を開始。2019年12月30日、友人であった葵あおいが手掛ける花ちらし組のTOKYO FM HALLでの再結成ライブに「おつる」名義で新メンバーとして参加。2020年7月5日、花ちらし組無観客ライブで解散。アイドル業を引退。2021年7月2日より天宮みすず、田中ぴあとともに「SOD女子社員ユニット、生中野女子(#ナマジョ)」を結成。2021年10月15日からポケットデュエル秋葉原店店長に就任。2022年6月、ポケットデュエル秋葉原店閉店に伴い、同月12日に一足早く店長を卒業。
2023年より肩書を「手コキ100人斬り陰毛コレクター」と名乗っている。

## 人物
趣味は旅行、サウナ、手コキ、ボーリング、御朱印集め。特技はダーツ、ビリヤード、高速白目、トレー回し。スリーサイズはB81(D)cm -W58cm -H85cm。初体験は高校卒業後、18歳の時。
NSC時代の先輩であるジューシーズ（のちにサルゴリラ）赤羽と仲が良く、ラーメン仲間。2019年6月には赤羽のバイクに2人乗りし交通事故に遭い入院した。AVや性的な好みが全く合わなかったため、事故後も関係性をノーセックスの友人としている。
SOD女子酒場で働くようになった理由は紗倉まなのファンであったことから。
父方の叔父の同級生にお笑い芸人のですよ。がおり、小学3年生の時に、「将来お笑い芸人になりたい」と知った叔父の紹介で、一緒に食事をする機会があったが緊張で何も喋ることができず、16年ぶりにイベントで再会した。
初体験はNSC時代の18歳。経験人数は2022年時点で8人。ペンは右利き。テコキは両利き。陰毛フェチだが、自身はパイパンにしている。バストサイズはF65。
好きな食べ物はラーメン、にんにくマシマシかと思いきや実はお味噌汁。お味噌汁を差し入れするとめちゃくちゃ喜ぶ。
小学校高学年から高校までピアノを習っていた。本人曰く、かなりのお手前とのこと。

## 出演

### 配信
- テリー伊藤のお笑いバックドロップ(2020年10月29日、11月2日/Youtube)
- 【ラファエル×東京秘密基地】1000万円プレゼント企画(2020年11月11日)

- 岡田を追え!!(2020年12月22日/Youtube)
- でちゃごめ番外編（2021年4月16日‐5月7日、でちゃったらごめんなさい/Youtube）[7]
- ふかキュンLIVE in 名古屋 ～地上波ではハバかられる!?女子たちの秘め恋解禁～(2023年1月26日/中京テレビ)
- ぜにいたち（2022年6月6日、8月16日、9月12日、11月9日[4]/ABEMA）[11]

### ラジオ
- 尾崎世界観の悩みの羽（2021年4月19日/文化放送）
- 紗倉まなとニューヨークのマジックミラーナイト（2021年7月10日、7月17日、10月30日、11月6日、2022年8月28日/文化放送）
- ニューヨーク・小湊よつ葉のマジックミラーナイト（2023年11月5日、文化放送）

### イベント
- 催眠術にかけられてみたい人達のライブ（2020年3月16日/HANA RE 恵比寿）
- LADY MADONNA-拡大版-　〜I Want To Hold Your Hand〜(2022年11月24日/ 川崎CLUB CITTA’ )
- PPP TOKYO「THE PARTY~宴~」後楽園ホール大会(2023年5月23日/後楽園ホール)

### 広告
- SOD BASARA THE FUSION(2022年2月10日/SOD BASARA)

### ネットドラマ
- 地面師たち（2024年7月25日 - 、Episode#03、Netflix） - 16歳少女 役

### MV
- 「夏のmemory」小湊よつ葉（2024年、SOD records）- 友人 役

## 書籍

### 写真集
- おつ裸。（2025年4月25日、princess ann、撮影：太田清隆）

### 雑誌
- GIRLS graph. 005(2023年5月/宝島社)[12]
- 週刊プレイボーイNo.32(2023年7月24日/集英社)
- EX MAX 10月号(2024年8月26日/文友舎)

## 作品

### イメージビデオ
- おつ裸/おつる（2025年4月25日、アースダイバー）